# Gaizka Maiza
Gaizka Maiza Apecechea (Ibarra, 14 giugno 1996) è un cestista spagnolo.